# Siège de Rolleboise
Guerre de Cent Ans
Batailles
Le siège de Rolleboise eut lieu en deux parties qui s'étalent sur les mois de mars et d'avril 1364, et oppose des compagnies de mercenaires sous les ordres de Wauter Straël, ou Wautaire Austrade, qui tiennent le château, aux troupes de Bertrand Du Guesclin.

## Préambule
Rolleboise était un fort et beau château situé sur le bord de la Seine situé à une lieue de Mantes. Il était occupé par des mercenaires des Grandes Compagnies sous les ordres d'un dénommé Wauter Straël, ou Wautaire Austrade, écuyer flamand originaire de Bruxelles, qui faisaient la guerre pour leur propre compte, mettant au pillage aussi bien les possessions du roi de Navarre que celles du roi de France. Le commerce tant par terre que par le fleuve était interrompu. Plus personne n'osait aller de Paris à Mantes ou de Mantes à Rouen ou Pontoise à cause de la garnison de Rolleboise.
L'arrivée de Du Guesclin à Rouen mit en joie les bourgeois de cette ville qui s'armèrent afin de faire faire tomber entre leurs mains cette forteresse. Le général part de Rouen avec 500 hommes d'armes et 2 000 hommes à pied.

## Le siège et la prise de la forteresse
Après être passé par Évreux, l'armée se dirige et met le siège devant Rolleboise.
Le château de Rolleboise était une belle et forte forteresse située sur le bord de la Seine à une lieue de Mantes. Il était occupé depuis 1363 par une bande de brigands anglo-brabançons, qui vivaient avec une femme, commandés par un certain Wauter Straël, ou Wautaire Austrade, écuyer flamand originaire de Bruxelles.
Du Guesclin, qui assiégeait Rolleboise depuis plusieurs semaines, reçoit l'ordre de s'emparer à tout prix de Mantes et de Meulan. Laissant les troupes des bourgeois de Rouen et quelques hommes d'armes sur place, il se dirige sur Mantes afin de prendre la ville.
À partir de ce point, il existe 2 versions.
Une première version indiquant que Rolleboise fut rachetée aux brigands le 13 avril 1365.
Une seconde version indiquant que Rolleboise fut prise entre la prise de Mantes et le siège de Meulan soit entre le 7 et le 11 avril 1364.

## Variantes sur le siège
Il existe au moins quatre versions concernant le récit de la prise de Rolleboise :
- Le récit de Froissart dans ses chroniques (1369-1373) ;
- Le récit rapporté par Paul Hay, fils, chevalier, seigneur du Châtelet dans son ouvrage l'histoire de Bertrand Du Guesclin connétable de France et des royaumes de Léon, de Castille, de Cordoue et de Séville, duc de Molines, comte de Longueville etc. (1664) ;
- Le récit rapporté par Alphonse Durand et Eugène Grave dans leur ouvrage Chronique de Mantes (1883) ;
- Le récit rapporté dans la monographie communale de Rolleboise de Paul Aubert (vers 1940).

### Version Froissart
La partie ci-dessous provient des Chroniques de Froissart.
Froissart indique : « la tour ne put être prise tant elle était haute et inexpugnable. Elle fut rachetée à prix d'or vers Pâques (13 avril) 1365. La tour fut démolie de fond en comble par les gens du pays après l'ordre de Charles V. Des ouvriers d'une force herculéenne, armés de marteaux de fer, mirent beaucoup de temps à l'abattre, car les murs avaient plus de 9 pieds d'épaisseur. »

### Version Paul Hay
La partie ci-dessous est tiré de l'ouvrage de Paul Hay, fils.
La place étant extrêmement fortifiée, le siège tirait en longueur, d'autant qu'Austrade, était un grand homme de guerre et que ses compagnies étaient formés de vieux soldats, de soldats expérimentés.
Du Guesclin alla conquérir la ville de Mantes en effectuant un coup main, tout en laissant les troupes des bourgeois de Rouen au siège de Rolleboise.
Après la prise de la ville Bertrand Du Guesclin retourne au camp de Rolleboise et somma de nouveau Wautaire Austrade. Celui-ci refusant toujours de se rendre, Du Guesclin décida de lancer un assaut général le lendemain.
L'assaut fut lancé avec « tant de valeur de part et d'autre, que les assiégeants furent repoussés par trois fois, et par trois fois ils revinrent à la charge mais la dernière fois, Bertrand Du Guesclin étant à leur tête, » ils réussirent à prendre la forteresse.
Wautaire Austrade et les siens furent tous passés au fil de l'épée et Du Guesclin passa la nuit dans le château. Le lendemain il fait raser la tour et se rend à Mantes avec toute l'armée pour y rejoindre le comte d'Auxerre, prendre les machines qu'il avait fait préparer et tous ensemble allèrent mettre le siège devant Meulan.

### Version Alphonse Durand et Eugène Grave
Durant la guerre de Cent Ans, en 1363, le chef de compagnies John Jouel qui s'était mis au service d'Édouard III d'Angleterre, fit la guerre, en Normandie, dans le Chartrain et arriva devant la forteresse de Rolleboise qu'il prit après l'avoir assaillie.
Dès lors, la région fut pillée et les bateaux furent rançonnés entre Mantes et Rouen malgré la flottille de protection mise en place par le régent pour protéger les marchands. Une troupe rouennaise fut mise sur pied, à laquelle se joignirent les Mantois. La position était tellement forte qu'ils ne réussirent à faire que quelques prisonniers et à prendre les quelques ouvrages avancés.
John Jouel ne resta pas à Rolleboise et laissa le commandement à l'un de ses lieutenant, Wauter Straël, ou Wautaire Austrade écuyer. Ce dernier, met au pillage aussi bien les possessions du roi de Navarre que celles du roi de France ou du roi d'Angleterre. Le régent fait alors bloquer la forteresse, mais aidé par le froid rigoureux de l'hiver, il continue à piller et à rançonner la région.
Après la prise de Mantes, Bertrand Du guesclin, Jean de Châlons comte d'Auxerre, les seigneurs d'Ivry et de Blaru se rendirent à Mantes et vinrent mettre le siège devant le château le lendemain de Pâques de 1364.
Plus tard, au mépris du danger, Wauter Straël sortait avec quelques-uns de ses hommes, attaquait et dévalisait un paysan et un convoi de marchandises malgré la présence des troupes françaises. Une bataille générale s'engagea aux abords du château et Bertrand Duguesclin était près de s'en emparer quand la nuit tomba.
Le 4 avril, alors que la situation n'avait plus bougé, le maréchal de Boucicault arriva devant Rolleboise, porteur d'un message du Régent adressé à Du Guesclin, par lequel il lui demandait de porter un coup décisif à Charles le Mauvais en attaquant Meulan.
Après un dernier assaut, qui n'eut aucun résultat, Duguesclin renonce à prendre la forteresse, laisse dans la forteresse de Rosny quelques hommes sous le commandement du seigneur de La Ferté et se dirige vers Meulan.
Le château de Rolleboise ne fut pas pris. Wauter Straël consentit à rendre la fortification moyennant une forte somme.
Dans le courant du mois de mai 1365, Charles V le fit raser. Les habitants de Mantes furent réquisitionnés pour aider à la démolition.

### Version Paul Aubert
Après avoir dévasté la Normandie, Jean Jouel, un chef de compagnies, s'empare début octobre 1363 du château de Rolleboise.
De ce donjon, l'aventurier anglais intercepte les communications entre Paris et Rouen et pille et rançonne la région.
Le dauphin Charles, créé alors une flottille pour escorter les bâtiments marchands sur la Seine et les protéger contre les attaques de Jean Jouel. En novembre 1363, un débarquement eut lieu finalisé par une attaque, sans succès, contre le donjon. À la suite de cet échec, la flottille se contenta d'un rôle d'escorte jusqu'à l'hiver rigoureux 1363-1364. La Seine fortement gelée immobilisa les bateaux, permettant aux compagnons de Jean Jouel de traverser le fleuve à cheval et d'aller semer la terreur dans le Vexin. Jean Jouel laissa le commandement à l'un de ses lieutenant, le Brabançon Wautaire Austrade, Gauthier Strot ou Gauthier (Wauter) Straël. Ce dernier continuant à semer la terreur le dauphin Charles fit venir de Bretagne Bertrand Duguesclin en lui disant « Allez-vous en chevaucher en Normandie et tachez que nous soyons bien seigneur de la rivière Seine ».
Au début d'avril 1364, Bertrand Duguesclin, accompagné de son cousin Olivier de Mauny, investi la forteresse. L'armée française pourvue d'engins de siège, transportés par le maître d'artillerie Jean du Lyon, afin de battre le donjon. Les documents indiquent que les forces se montent à 10 000 rouennais (chiffre qui parait toutefois exagéré) sous le ordres d'un capitaine nommé Le Lièvre. Le trouvère Cuvelier écrit lui-même :
« De Roen la cité issi moult bonne gent
Et furent bien XM selon mon escient
par devant Roleboise vindrent souffisamment
en basteaux dessur l'eau fir lor logement »
Un furieux assaut fut donné moult âprement mais les assaillants ne purent forcer l'enceinte, la nuit interrompant le combat. Le soir même un message du Dauphin ordonnait à Duguesclin d'interrompre le siège de Rolleboise et de se saisir dans les plus brefs délais des places du roi de Navarre sur la Seine, comportant les forts de Rosny et de Vétheuil ainsi que les villes de Mantes et de Meulan.
Après les prises de Mantes, de Meulan et la victoire de Cocherel, le siège de Rolleboise n'est repris qu'en 1365.
Gauthier (Wauter) Straël, finit toutefois par traiter vers Pâques 1365 (13 avril 1365) moyennant une somme d'or considérable et évacue la forteresse. La lettre de Charles V en date du 30 avril 1365 indique :
« Comme par certain traité et accord fait avec les gens qui tiennent et ont tenu et occupé le fort de Rolleboise contre nous, ledit fort doit être rendu et mis entre nos mains, et, pour les périls eschever (éviter) et obvier aux maux et inconvénients qui d'icelui fort pourrait ensuivre au temps à venir ayons voulu et ordonné, par délibération de notre conseil et pour certaines causes, ledit fort être arasé et abattu et mis en tel état que par icelui aucun dommage ne puisse être porté à nous ni au pays et que aucuns ennemis d'ores en avant ne s'y puissent loger ou retraire, et pour ce faire ayons commis et établi notre bien-aimé Jacques Le Lieur capitaine de notre ville de Rouen, lequel aura et tiendra en sa compagnie vingt combattants pour la garde et sureté de lui et de ceux qui ledit fort abattront et araseront.... ».
La démolition fut effectuée par les gens du pays et les bourgeois de Mantes furent requis d'y coopérer.

## Conséquences
La forteresse consistait en une tour très haute. Ses murs de neuf pieds d'épaisseur et construits en matériaux particulièrement durs et résistants donnèrent beaucoup de mal aux démolisseurs.
La prise de la forteresse de Rolleboise, puis sa destruction, permet au roi de France de sécuriser la région et de rouvrir la circulation et les échanges de marchandises par voie terrestre et pluviale entre Rouen et Paris.
En octobre 1368, Charles V signa des lettres de rémission en faveur de « Gautier Strael, écuyer, né de Broisselle… ayant tenu et occupé contre notre volonté le fort de Rouleboise. »